# Reaktywność emocjonalna
Reaktywność emocjonalna - tendencja do intensywnego reagowania na bodźce wywołujące emocje, wyrażająca się w dużej wrażliwości i niskiej odporności emocjonalnej.
Wraz z żwawością, perseweratywnością, wrażliwością sensoryczną, wytrzymałością i aktywnością tworzy sześć cech temperamentu wyodrębnionych przez Bogdana Zawadzkiego i Jana Strelaua.  
Do określania poziomu wrażliwości sensorycznej (podobnie jak do pozostałych pięciu cech) służy Formalna Charakterystyka Zachowania - Kwestionariusz Temperamentu.